# アニケトゥス (海賊)
アニケトゥス (ラテン語: Anicetus) は、古代の海賊の首領。69年にコルキスでローマ帝国に対する反乱を起こしたが、失敗した。

## 反乱
アニケトゥスは皇帝ウィテッリウスの代理を自称し、1個歩兵大隊を破り、トラペズスに停泊していたローマ艦隊を撃破した。しかし対立皇帝ウェスパシアヌスの将軍ウィルディウス・ゲミヌスが救援に駆け付け、アニケトゥスの反乱は鎮圧された。アニケトゥスはコブス川（現エングリ川）河口で追いつかれ。地元の部族民によってローマ人に引き渡されたのち、処刑された。

## 出自と反乱の動機
古代の文献筆者で唯一アニケトゥスに言及しているタキトゥスによれば、アニケトゥスはポントス王ポレモン2世の解放奴隷で、王国の艦隊を指揮していた。しかし64年にポントス王国はローマ帝国に併合されて一属州となった。タキトゥスは、アニケトゥスの反乱はポントスをローマ支配から解放するのが目的だったのではないかとほのめかしている。しかしデイヴィッド・ウッズは、アニケトゥスが、ミセヌムの艦隊の長官でネロの母小アグリッピナ暗殺に関わった同名の解放奴隷と同一人物であるとする説を唱えている。ウッズはこの仮説をもとに、アニケトゥスは独立を志向したのではなく、ローマ人としてネロ死後の内戦の中でウィテッリウスを支援し、地位を確保しようとしたのではないか、と推測している。